# Помста мерця
Помста мерця (англ. Dead Man's Revenge) — американський фільм 1994 року.

## Сюжет
Люк Хетчер потрапляє до в'язниці за безпідставним звинуваченням у крадіжці коня. Його дружину вбивають, а син тікає з дому. Все це справа рук Пейтона Маккея, який готовий піти на злочин заради того, щоб захопити землю, що належить Люку. Через дванадцять років Люку вдається втекти з-під варти. Його розшукують і вбивають у момент затримання. Вбивця отримує нагороду з рук Маккея. Але, виявляється, Маккею рано святкувати перемогу.

## У ролях
- Брюс Дерн — Пейтон Маккей
- Майкл Айронсайд — Люк Хетчер
- Вонді Куртіс-Холл — Джессап Буш
- Кіт Кулуріс — Том Хетчер / Бодін
- Дафна Ешбрук — Керрі Роуз
- Тобін Белл — Баллок
- Джон М. Джексон — Бізлі
- Мелора Волтерс — Банні
- Джек Рейдер — Хокінс
- Даг МакКлер — фермер
- Ренді Тревіс — маршал
- Пін Ву — Чім Сюй
- Роберт Корнтуейт — комірник
- Ерік Боулс — касир
- Ларрі Седар — Сіммонс
- Девід Дунард — шериф загіну
- Роберт Мейсон Ворд — водій
- Вільям Ньюман — доктор
- Річ Брінклі — шериф
- Джеффрі Рот — Чарлі
- Бредлі Пірс — молодий Том Хетчер
- Луїс Контрерас — стрілець
- Хіт Кіззйе — людина Маккея 1
- Марк Нерінг — людина Маккея 2
- Кенні Колл — людина Маккея 3
- Ентоні Рейнольдс — людина у місті
- Стів Келсо
- Кен Пархем — людина Маккея 4
- Аліза Вошабо — дівчина у салуні (в титрах не вказана)